# دانشگاه وسترن اورگان
دانشگاه وسترن اورگان (WOU) یک دانشگاه دولتی در مونموث، اورگان است. این دانشگاه در ابتدا در سال ۱۸۵۶ توسط فرقه مریدان مسیح به عنوان دانشگاه مونموث تأسیس شد. نامهای بعدی شامل مدرسه عادی ایالت اورگان، کالج آموزش و پرورش اورگان و کالج ایالتی اورگان غربی بود.
دانشگاه اورگان غربی در سال ۱۸۵۶ با نام دانشگاه مونموث تأسیس شد . در سال ۱۸۶۵، با مؤسسه خصوصی دیگری به نام کالج بتل ادغام شد و به کالجی مسیحی تبدیل شد. در سال ۱۸۸۲، مجلس قانونگذاری ایالت اورگان پیشنهاد کالج را برای تبدیل شدن به یک مدرسه تربیت معلم تحت حمایت دولت تأیید کرد. در دهه ۱۹۲۰ این دانشگاه رشد بی‌سابقه ای را تجربه کرد چراکه ثبت نام مدرسه از ۳۱۶ دانشجو در سال ۱۹۲۰ بیش از سه برابر افزایش پیدا کرد و در سال ۱۹۲۷ به ۹۹۰ رسید. با فرارسیدن بحران رکود بزرگ، تعداد دانشجوها در سال ۱۹۳۰ به ۷۰۵ نفر کاهش یافت. برای اولین بار در طول سال تحصیلی ۱۹۳۸–۱۹۳۹ از مرز ۱۰۰۰ نفر گذشت.